# Tramway UPV - Leioa - Urbinaga
Le Tramway UPV - Leioa - Urbinaga est un projet de ligne de tramway piloté par EuskoTran, société géré par le Gouvernement basque, reliant l'Université du Pays Basque, de Leioa, Urbinaga et Barakaldo.
Il sera divisé en trois phases :
- La première phase unira le Campus de l'Université du Pays Basque (avec deux arrêts) avec la  station de métro de Leioa, sur la ligne 1 du Métro de Bilbao, disposera d'un total de 9 arrêts et un trajet de 3,873 km.
- La seconde phase unira la station de Leioa avec celle d'Urbinaga, celle-ci sur la ligne 2 du métro, avec deux arrêts et un trajet de 1,807 km sur la Ria de Bilbao, avec la construction d'un pont mobile pour que le tramway traverse les deux rives de la Ria du Nervión.
- Dans une troisième phase, en étude, est prévu l'extension à la commune de Barakaldo. Le projet de tramway à Barakaldo a été présenté par une plate-forme vicinale en 2007 au Gouvernement basque, mais celui-ci l'a rejeté étant donné le coût élevé qu'il supposerait. En 2009, après le changement de gouvernement basque, l'exécutif socialiste a accepté le projet. Le projet du tramway circulaire de Barakaldo comptera "entre sept et neuf kilomètres de tracé urbain avec 15 ou 17 arrêts, avec double ou unique par l'intermédiaire" de[1] mais en l'unissant avec le projet du tramway UPV-Leioa-Urbinaga par le plan et en conséquence le nombre d'arrêts et de kilomètres variera.

## Histoire

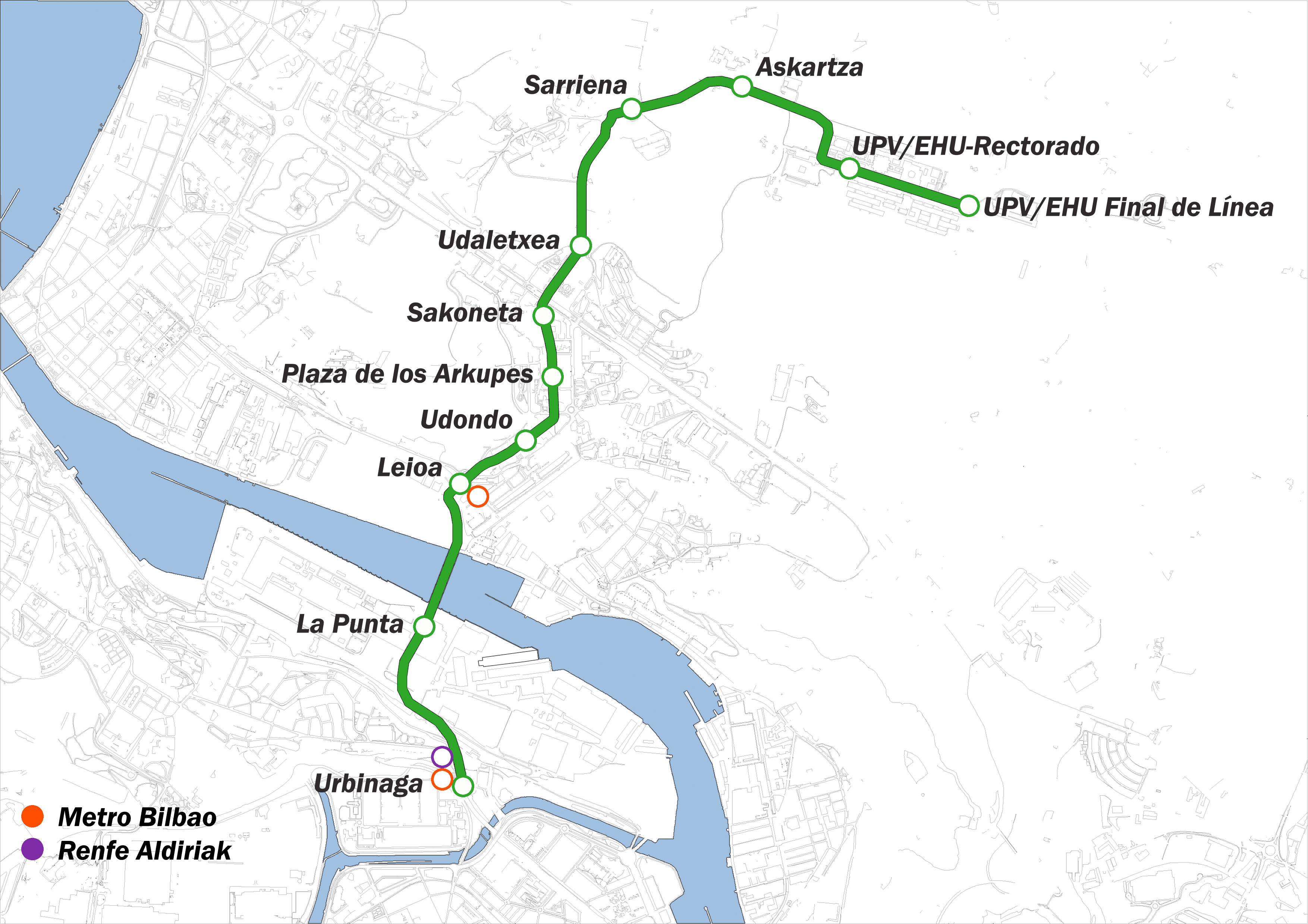
Plan schématique de la ligne UPV - Leioa - Urbinaga d'EuskoTran.

Depuis la création du Campus de l'Université du Pays Basque dans la localité de Leioa, la nécessité d'un système de transport public efficace a été une réclamation constante par les autorités et du groupe universitaire lui-même.
L'implantation d'un système de tramway moderne, efficace et soutenable aspire à être la solution à la demande de mobilité du groupe universitaire, d'une part, et de la commune de Leioa elle-même, dont le centre urbain est éloigné du système métropolitain de chemin de fer.
D'autre part, la commune de Barakaldo, seconde ville de Biscaye en termes de population, présente des manques de transport dans ses quartiers, qui sont éloignés des stations du Métro de Bilbao et du Cercanías. La commune prétend couvrir ce manque avec l'implantation du tramway.